# Анархизъм
 Тази статия е за политическата философия Анархизъм.  За общественото движение вижте Анархистко движение.  
Анархизмът е политическа философия, мотивирала анархистките движения по света. Анархизмът застава в опозиция на властта и йерархичната организация във всички човешки отношения. Като следствие анархизмът се противопоставя на всяка форма на държавност и защитава анархията като алтернативна форма на обществено устройство.
Анархизмът обикновено се счита за радикално лява идеология и по-голямата част от анархистката икономическа визия и анархистката социална философия отразяват антиавторитарни интерпретации на комунизма, колективизма, синдикализма, мутуализма и икономиката на участието. Традиционно анархистите са атеисти. Основен символ е червено-черното знаме.

## История
Първите анархистки идеи възникват в древногръцката и древнокитайската философия (макар че данни за някакъв протоанархизъм могат да се видят и в други страни по света, включително и Египет). Действително се твърди, че анархистични теми могат да бъдат открити още в творбите на таоистките мъдреци Лаодзи и Чжуанзи. Чжуанзи пише следното „Има нещо такова, като да оставиш човечеството на собствения му ход; никога не е имало нещо като управление на човечеството [с успех]“ и „Дребният крадец отива в затвора. Големият бандит става управник на нация“ и т.н. Към древногръцките протоанархисти традиционно са отнасяни софистите (Антифонт, Диоген Синопски и други) и циниците, както и техният съвременник Зенон от Китион, основателят на стоицизма; те също въвеждат подобни теми.
На основата на доминиращите религиозни доктрини, в средновековието възникват същински масови движения с анархистки характер – хусистите в християнска Европа и мутазилитите в Близкия изток, анабаптистите в САЩ, бунтовете на даоисти и тайпини в Китай.
Все пак модерният анархизъм произтича от секуларната мисъл на Просвещението, и по-точно аргументите на Жан-Жак Русо за централното място на свободата в морала. Макар че в края на 19 век, терминът „анархист“ има изцяло позитивна конотация, все пак той за първи път влиза например в английски език през 1642 по време на Английската гражданска война като обиден термин, използван от роялистите за ругаене на онези, които причиняват безредици. По време на Френската революция се използва положително от някои, като Разгневените (Enragés), особено в опозиция на якобинската централизация на власт, намирайки едно такова „революционно управление“ за оксиморонно. В един такъв климат Уилям Годуин развива, това което мнозина смятат за модерен израз на анархистката философия, той „пръв формулира политическите и икономически концепции на анархизма, макар че не дава име на идеите, развити в неговата работа“ (Пьотър Кропоткин).
Първи Пиер-Жозеф Прудон (френски либертарен теоретик и философ, и политик) се идентифицира като анархист, поради което е наричан основател на модерната анархистична теория. Пиер-Жозеф Прудон също така има свои последователи (за разлика от Уилям Голдуин). Известен е с твърдението си „Собствеността е кражба“, заявено в първия му голям труд, „Какво е собствеността?“ (Qu'est-ce que la propriété? Recherche sur le principe du droit et du gouvernement), публикуван през 1840.

## Въпроси на анархизма
- Власт – анархическата теория и практика имат крайно негативно отношение към авторитета и свързаните с него социални деформации. Общината е главното поле за пряко действие. Анархистите се борят за свободни, самоуправляващи се общини по местоживеене или месторабота, където решенията се приемат от общо събрание с консенсус. Могат да бъдат провеждани избори, но не за личности, а за идеи. Избира се съвет (виж Първи Интернационал) с координиращи функции. Общината възлага за изпълнение на общото събрание императивен мандат. Несъгласните с него не са длъжни да участват в изпълнението, но са длъжни да не го възпрепятстват. Насилието е чуждо на общината, защото „няма по-уродлива гледка на света от насилствената община“ (Живата Етика). Свободни общини е имало винаги навсякъде по света – средновековния Новгород, в България – богомилските поселища, в Близкия изток – еврейските кибуци. В Северна Америка коренното население, индианците, са живеели в самоуправляващи се общности. Други примери са Барселона от 1933 до 1939 г. и Гуляйполе до 1921 г.
- Средства
  - Избори. Най-общо анархистите отричат гласуването на избори, като форма на легитимиране на държавната власт.[22] Според по-умерените анархисти, гласуване може да има, но само на референдуми. Смята се, че гласуването е един вид приемане и подчиняване на държавната власт. От друга страна анархистите смятат, че изборите не са удачен начин за изразяване на мнение или участие в политиката и предпочитат директните действия, независимо дали те се извършват с насилие или без.
  - Тероризъм. За сравнително кратък период в историята сред анархистите теоретици се появява течение, пропагандиращо тероризма като средство за борба.[23] Така с някои от своите действия анархистите са си създали славата на опасни и жестоки, тъй като действията им понякога включват бунтове, тероризъм, дори убийства и т.н. Българският анархизъм е свързан с убийства (на Никола Милев, Александър Греков), атентати (срещу паметник на Сталин), участие в партизански чети и въоръжени бунтове. Понастоящем основното средство, което се прилага в практиката на движението, е просвещението в духа на колективизма.
  - Организация. Както в България, така и в чужбина съществуват различни анархистични организации, които обединяват анархистите в техните възгледи.
- Капитализъм – анархистите смятат капитализма за авторитарен, насилствен и експлоативен, те не се бунтуват срещу средствата за производство или работата, но по-скоро срещу интересите на онези, които притежават икономическа власт и относително по-големи средства.
- Глобализация – анархистите са силни противници на неолибералната глобализация, и особено на нейните икони и фундаменти, каквито са Световната банка, Световната търговска организация, Г8 и Световния икономически форум, в лицето на които те виждат свой основен враг.
- Социализъм и комунизъм – понятието комунизъм възниква на основата на термина за описание на безкласово общество в анархисткия смисъл.[24] Впоследствие марксистите налагат думата комунизъм като крайна цел на своето учение и анархистите започват да говорят за анархо-комунизъм в смисъла на комунизъм, при който държавата в днешния ѝ вид е напълно разрушена. Анархистите рязко се разграничават от тоталитарните системи в Източна Европа, наричани умишлено комунистически, макар някои да признават социалните придобивки, получени за сметка на ограничените права. „Свобода без социализъм е привилегия и неправда, социализъм без свобода е робство и варварщина.“ – така Михаил Бакунин финализира диалога с марксистите по въпроса.
- Пол – по отношение на пола, анархистите се обявяват твърдо против сексизма. Считането на жените за по-малоценни от мъжете или обратното и приписването на една прецизно определена роля, дейност и поведение в обществото, на двата пола. Според анархическата идеология, сексизмът е инструмент за контрол, сравним с фашизма, защото служи като гето на подчинените индивиди.
- Раса – анархизмът не признава расовото превъзходство.
- Околна среда – анархистите са често активисти по отношение на въпросите на околната среда.
- Права на животните – една сравнително нова кауза, зад която някои анархисти застават, е зачитането на правата на животните. Много от най-радикалните групи в това отношение, като Фронта за освобождение на животните (на английски: Animal Liberation Front) се обявяват за анархисти или активисти близки по виждания до тях.
- Религия – традиционно анархистите са скептични по отношение на религията.
- Гражданство – анархистът не е нечий поданик, човешки ресурс или електорат. Той не е патриот, а космополит.
- Идеал – за идеала анархистите нерядко са се жертвали и никога не са се впечатлявали особено от личността, която временно го олицетворява.

## Анархизмът в България
За начало на организираните анархистки прояви в България се счита сиромахомилството на Спиро Гулабчев, макар че отделни елементи на анархистко учение могат да се открият още в източниците за богомилството. Христо Ботев има приятели (например Сергей Нечаев) сред руските анархисти и е силно повлиян от тяхното учение. Редица български анархисти (например Миле Попйорданов) вземат дейно участие в народните борби срещу турската власт след Освобождението. През април 1907 г. е приет „Закона против анархистите“, по силата на който са разтурени легалните анархически групи, забранени са печатните издания, а някои дейци са арестувани. Времето от края на Първата световна война до преврата на 9 юни 1923 г. е най-силният период на анархизма в България. Нуждата от координация на множеството групи довежда до основаваното през юни 1919 г. на Федерацията на анархистите-комунисти в България (ФАКБ). Около и след преврата, анархистите влизат в пряка борба с властта, като са преследвани наравно с комунистите. След 9 септември 1944 г. ФАКБ излиза легално на политическата сцена и започва пропаганда сред населението. В началото на 1946 властите започват поголовно преследване на анархистите, в резултат на което организираното анархистко движение в страната е унищожено до 1989 г. През 1990 г. ФАКБ е възстановена под името Федерация на анархистите в България (ФАБ). Създадени са и други анархистки или близки като идеи до анархизма организации като сформираната през 2001 неформална група „АнархоСъпротива“. През 2010 г. е създаден Автономен Работнически Синдикат Архив на оригинала от 2016-04-10 в Wayback Machine. – анархосиндикалистка инициатива със секции в няколко български града.

## Преса
- Официален печатен и електронен орган на Федерация на анархистите в България е вестник „Свободна мисъл“

## Основни направления в анархизма
Социален анархизъм
Понятието социален анархизъм обикновено се използва, за да идентифицира комунитаристките форми на анархизма, които подчертават сътрудничеството, кооперацията и взаимопомощта, при отричане на частната собственост върху средствата за производство и на капиталистическите отношения. Социалният анархизъм включва анархо-колективизма, анархо-комунизма, либертарния социализъм, анархо-синдикализма, социалната екология и, отчасти, мютюализма.

### Колективистки анархизъм
Колективисткият анархизъм, също така наричан „революционен социализъм“, е революционна форма на анархизма, обикновено свързвана с имената на Михаил Бакунин и Йохан Мост. За разлика от мютюалистите, колективистките анархисти са застъпват против всички форми на частна собственост върху средствата за производства, считайки, че тази собственост трябва да бъде колективизирана. Съгласно концепциите на анархо-колективистите, това може да стане само по пътя на революция, която ще започне с актове на насилие от страна на неголеми групи революционери („пропаганда на действията“), което би трябвало да революционизира работническите маси, които да колективизират средствата за производство. Въпреки това, в този случай, колективизацията не следва да се прилага за разпределение на доходите, доколкото на работниците трябва да се изплаща заработена заплата в съответствие с положеното за работа време. Това положение по-късно е разкритикувано от анархо-комунистите, тъй като според тях такава система „поддържа системата на наемен труд“.

#### Анархо-комунизъм
С понятието анархо-комунизъм се обозначава комунистическо общество, в което не присъстват централизиращи институции. Като заместник на държавата и капитализма той предлага хоризонтална мрежа от доброволни сдружения, работнически съвети и обществени блага, които всеки би могъл да използва за по-добър живот.

#### Анархо-синдикализъм
Анархо-синдикализмът е политическо движение от края на 19 век и началото на 20 век, възникнало под влияние на анархизма и теоретично обосновано от Жорж Сорел. Това е клон на анархизма, който се фокусира върху работническото движение. Стреми се към обобществяване на кооперации (синдикати) посредством директни действия (стачка, генерална стачка, бойкот, саботаж, революция). Практически действия за осъществяване на анархо-синдикализъм има във Франция и Испания.
Анархо-феминизъм
Анархо-феинизмът разглежда патриархата като едно от проявленията на йерархията и затова като главен проблем на обществото. Анархо-феминистите вярват, че борбата против патриархата е най-важната съставна част на класовата борба и борбата на анархистите против държавата и капитализма.
Мютюализъм
Мютюализмът води началото си от английското и френското работнически движения през 18 век – още преди да са приели анархистка форма (което е свързано с трудовете на Пиер-Жозеф Прудон във Франция и на други теоретици в Съединените щати). Идеите на Прудон са въведени от Шарл Дана, и анархо-индивидуалистите в САЩ, включително Бенджамин Тъкър и Уилям Грийни.
Мютюалисткият анархизъм се основава на взаимност, свобода на сдружаване, доброволен договор, федерализъм, както и на парична реформа. Съгласно Грийни, в мютюалистката система всеки работещ ще получава „справедливо и честно заплащане за работата си; услуги, се разменят за услуги, еквивалентни по стойност, без печалба или отстъпка“.
В ретроспекция мютюализмът понякога се характеризира като икономически индивидуализъм, но също така – и като идеологически посредник между индивидуализма и колективистичните форми на анархизма.
Зелен анархизъм
Зеленият анархизъм (или еко-анархизма) е философска школа в рамките на анархизма, която поставя особен акцент върху проблемите на околната среда. Еко-анархизма представлява теория, която разширява анархистката идеология отвъд границите на човешките взаимоотношения, включвайки критика на взаимодействията между човека и природата. Това води до една анархистка революционна практика, която е не просто посветена на човешкото освобождение, но също така и на някаква форма на екологично освобождение, и която има за цел да допринесе за екологично устойчиво анархистко общество.
Важни ранни влияния за еко-анархизма представляват Хенри Дейвид Торо, Лев Толстой и Елизе Реклю.

### Анархо-индивидуализъм
Анархисткият индивидуализъм включва в себе си няколко традиции, които отстояват идеята, че

„Индивидуалната съвест и преследването на личния интерес не трябва да бъдат ограничавани от никакви колективи или органи на държавна власт.“.

Анархо-индивидуализмът поддържа идеята за собственост, която е притежавана от човек за себе си, и е частна собственост. Това радикално отличава индивидуалистите от социалистите, колективистите, комунистите, комунитаристите, които се застъпват против този подход – едните от тях настояват за колективно владение на собствеността (като правило, противопоставяйки понятията лична и частна собственост), а другите – въобще отричат понятието собственост, твърдейки, че „всичко принадлежи на всички“. Идеите на анархо-индивидуализма са развити от Макс Щирнер, Бенджамин Тъкър, Хенри Дейвид Торо отчасти Алексей Боровой, Мърей Ротбард и други.

#### Егоизмът на Макс Щирнер
За най-крайната форма на анархисткия индивидуализъм се счита егоизмът, – учение, разработено от Макс Щирнер, един от най-ранните и известни поддръжници на индивидуалистическия анархизъм (макар че, както и Уилям Годуин, самият той не се нарича анархист). Книгата на Щирнер „Der Einzige und sein Eigentum“ („Единственият и неговата собственост“) е издадена през 1844 г., и е основополагащ текст в дадената философска традиция. В съответствие с концепцията на Щирнер, единственото ограничение на правата на човека – това е неговата сила, ограничивана от силата на другите:

„Децата нямат право на пълнолетие, защото са непълнолетни: тоест защото са деца. Хора, които не са се сдобили с пълноправие, нямат това право: излизайки от състоянието на безправие, тогава придобиват пълноправие. С други думи: това, което станеш със сила, на това имаш право. Всички права и всички пълномощия аз черпя в самия себе си. Аз имам право на всичко това, което мога да подчиня. Аз имам право да низвергна Зевс, Йехова, Бог и т.н., ако мога да го направя, а ако не мога, то тези богове завинаги ще останат спрямо мен прави и силни, аз ще трябва да се преклоня пред тяхното право и тяхната сила в безсилен „страх Божий“, ще трябва да съблюдавам заповедите им и ще считам себе си в правото си на всичко, което не върша съгласно тяхното право, както руската погранична стража счита себе си в правото си да застреля бягащите от нея подозрителни хора, действайки по заповед на „висшето началство“, тоест убивайки „по право“. Аз самият си давам правото да убивам, докато самият аз не си забраня; докато самият аз не ще избегна убийството, няма да се боя от него като „нарушение на правото“. Подобна мисъл има в стихотворението на Шамисо „Долината на убийствата“, където побелял убиец, индианец, предизвиква благоговейно чувство у европееца, чиито приятели е убил. Само на това нямам право, което не правя напълно свободно и съзнателно, тоест на това, за което аз самият не се упълномощавам.“

Щирнер изхожда от правото на силата. Съгласно неговата концепция, обществото – това е илюзия, то не съществува, но хората са реалност. Той се застъпва за собствеността, придобита с физическа сила, с власт, но не и по морално право
При това Щирнер се застъпва за определен вид защита на правата си и предрича създаването на „съюз на егоистите“, в който жестокостта сплотява хората. Отношението на Макс Щирнер към държавата е донякъде противоречиво: от една страна, той счита съществуването ѝ за незаконно, противоестествено, но в същото време не смята за необходимо хората да я унищожат, макар че препоръчва да се избавят от нея. В действителност, той говори от позицията на игнориране на съществуването на държавата, когато тя е в противоречие с интересите на индивида, и в съгласието с присъствието ѝ, когато интересите им съвпадат. Все пак, докато счита, че никой не трябва насилствено да премахва държавата, той в същото време вярва, че държавата в крайна сметка ще се срине сама в резултат на повсеместното разпространение на егоизма.
В Русия, анархисткият индивидуализъм, разработен от Щирнер, обединен с идеите на Фридрих Ницше, привлича неголям кръг бохеми – художници и интелектуалци като Павел Турчанинов, и редица други, които намират себеизразяване в престъпленията и насилието. Те отричат необходимостта от създаване на организация, считайки, че само неорганизираните, спонтанно действащи хора са обезопасени от принудата и властта, и именно това ги прави верни последователи на идеалите на анархизма. Такъв тип анархистки индивидуализъм вдъхновява анархо-феминистката Ема Голдман. Макар егоизмът на Щирнер да е индивидуалистичен, той оказва не по-малко влияние и върху определена част анархо-комунисти. Форми на либертарния комунизъм, подобни на това, развива Ситуационния Интернационал, изключително егоистичен по своята природа.

#### Американска традиция
Друга форма на анархо-индивидуализма застъпват „Бостънските анархисти“, американски индивидуалисти, които поддържат идеята за частна собственост, разменима на свободния пазар. Те отстояват свободата и собствеността на частните организации и се застъпват за съхранение на системата на наемен труд. Фактът, че едни хора наемат други, експлоатират чуждия труд, за тях не е проблем, макар че те искат:

„Всичко естествено необходимо за производството на богатства да бъде достъпно за всички при равни условия и че монополът, явяващ се в резултат на специални привилегии, трябва да бъде отменен от законите.“.

Те вярват, че държавно-монополният капитализъм (определен като спонсориран от държавата монопол) възпрепятства пълноценното възнаграждение на труда.
Трябва да се отбележи, че даже сред американските индивидуалисти от 19 век, няма единна доктрина, доколкото те не са съгласни един с друг по различни проблеми, включително правото на интелектуална собственост и правото на собственост върху земята. Основната разлика се появява по-късно през 19 век, когато Бенджамин Тъкър и редица други изоставят концепцията за естественото право и преминават в духа на егоистичната философия на Щирнер. Някои „Бостънски анархисти“ като Тъкър, се идентифицират като „социалисти“ – термин, който по това време има широко и донякъде неопределено значение, и под който тогава се подразбира привързаност към идеята за решаване на „работническите проблеми“ посредством радикални икономически реформи.
С началото на 20 век, популярността на индивидуалистическия анархизъм спада, въпреки че по-късно тези идеи са преосмислени и преработени от Мърей Ротбард и анархо-капиталистите в средата на столетието, в потока на по-широкото либертарианско движение.

### Анархо-капитализъм
Анархо-капитализмът е политическа философия, която се застъпва за елиминирането на държавата, както и държавните институции, които се издържат чрез бюджетни средства, но за създаването на частни и конкуретни агенции, създадени на доброволчески принцип, които да изпълняват ролята на съдилища, полиция и прочее. Без бюджетната подкрепа едни такива пари ще идват частно и конкуретно от свободния пазар. При което личните и икономически активности ще се регулират от естественото право на пазара, както и частното право, но не чрез политики. При което престъпления без жертви (продажба на наркотици, проституция, трафик и други), както и престъпления против държавата няма да се преследват. Повечето анархисти от другите направления смятат, че капиталистическите сделки не са доброволни, и че поддържането на класовата структура на капиталистическото общество изисква принуда, която е несъвместима с анархисткото общество и не признават анархо-капитализма за анархистка идеология.

## Видни анархисти
Списък на популярни личности, свързали името си с анархизма:
- Михаил Бакунин (1814 – 1876)
- Пьотр Кропоткин (1842 – 1921)
- Пиер-Жозеф Прудон (1809 – 1865)
- Лев Николаевич Толстой (1828 – 1910)
- Нестор Махно (1888 – 1934)
- Никола Сако и Бартоломео Ванцети (1927)
- Елизе Реклю (1830 – 1905)
- Себастиан Фор (1858 – 1942)
- Чарли Чаплин (1889 – 1977)
- Ноам Чомски (1928 –)
- Буенавентура Дурути (1896 – 1936)
- Ерико Малатеста (1853 – 1932)
- Алфредо Бонано (1937 – )
- Макс Щирнер (1806 – 1856)
- Урсула Ле Гуин (1929 – 2018)
- Камило Сиенфуегос (1932 – 1959)

### В България
- Христо Ботев (1848 – 1876) – първият български революционер, осъзнато близък с идеите на анархизма и с изтъкнатите анархисти на своето време.[69]

- Иванка Христова Ботева (1876 – 1906)
- Гоце Делчев (1872 – 1903)
- Йордан Попйорданов – Орце (1881 – 1903)
- Михаил Герджиков (1877 – 1947)
- Васил Икономов (1898 – 1925)
- Георги Шейтанов (1896 – 1925)
- Тодор Ангелов – Божаната (1900 – 1943) – национален герой на Белгия
- Кръстьо Хаджииванов (1929 – 1952)
- Христо Колев Йорданов – Големия (1911 – 1995) – почетен главен редактор на в. „Свободна мисъл“
- Милош Зяпков (1940 – 1990)